# Visual Memory
Visual Memory Unit (VMU) — тип карт памяти, выпускавшийся для приставки Dreamcast.
Наименование устройства отличалось в разных регионах:
- Европа — Visual Memory (VM)
- Северная Америка — Visual Memory Unit (VMU)
- Япония — Visual Memory System (VMS)

## Мини-игры
Некоторые игры для Dreamcast включали в себя мини-игры, которые могли быть загружены на VMU. Серия Sonic Adventure включает в себя мини-игры Chao Adventure. В игре игроки могут переносить Чао на VMU и затем проходить квесты в Chao Adventure, наградой за успешное прохождение которых могут быть фрукты и семена, которые позже можно будет перенести в основную игру. В Resident Evil 2 на экране VMU отображается текущее состояние здоровья, без входа в оружейный экран.

### Игры на Dreamcast, использующие VMU
Игры на Dreamcast, которые включают мини-игры VMU и используют её дополнительные возможности:

| - Ever 17: Out of Infinity - Evolution 2 (12 Hour Clock) - Demolition Racer: No Exit - Godzilla Generations (Японская версия) - Grand Theft Auto 2 - Jet Set Radio (Европейская версия) / Jet Grind Radio (Американская версия) - Marvel Vs. Capcom 2 - Namco Museum - NFL 2K - NFL 2K1 - NFL 2K2 - Power Stone - Power Stone 2 - Quake III Arena - Resident Evil 2 - Sega GT | - Sega Rally Championship 2 (статистика и рекорды) - Shenmue - Silent Scope - Skies of Arcadia - Sonic Adventure - Sonic Adventure 2 - Soul Calibur (Японская версия) - Sword of the Berserk: Guts' Rage - Tech Romancer - Time Stalkers - TrickStyle - Virtua Tennis - Zombie Revenge - Tokyo Bus Guide - Cardcaptor Sakura: Tomoyo no Video Taisakusen |

## Аппаратная часть
VMU вставляется в 1 из 2 слотов на контроллере Dreamcast. 2 VMU могут быть вставлены одновременно в один контроллер. Когда VMU используется отдельно от Dreamcast, VMU выступает как файловый менеджер и карманная игровая приставка. VMU может быть соединена с другой для мультиплеерной игры или передачи файлов
При первом использовании, игрок способен выбрать одно из группы изображений, чтобы использовать его в качестве бэкграунда. Это изображение используется при нахождении в меню приставки. Оно обычно заменяется логотипом во время игры. Некоторые игры отображают анимацию, а другие несут новые бэкгранд-изображения
VMU работает на 2 литиевых батареях CR-2032. Без питания VMU работает как карта памяти и вспомогательный дисплей, но нельзя играть в мини-игры.

### Технические характеристики
- CPU: 8-bit (Sanyo LC8670 «Potato»)
- Память: 128 килобайт флэш-памяти. 28КБ зарезервировано для системных нужд, 100КБ для хранения данных, которые делятся на 200 блоков — 1 блок равен 512 байтам.
- Дисплей: 48 × 32 точек, LCD
- Размеры дисплея: 37 мм × 26 мм
- Размеры (ширина×рост×толщина): 47 мм × 80 мм × 16 мм
- Источник питания: 2 × батареи CR2032 с функцией автоотключения
- Звук: 1-канальный PWM
- Масса: 45 грамм

### Official 4x Memory Card
Позже Sega выпустила официальную 4x Memory Card, которая имела 800 блоков для хранения данных, что в 4 раза больше, чем в стандартной VMU. Карта была выпущена в Японии 14 декабря 2000 года под названием «Memory Card 4X», и в США под названием «4x Memory Card» Однако она была не совместима с дополнительными возможностями VMU потому, что в ней отсутствовал дисплей, динамик, кнопки, часы, меню.
Dreamcast имеет доступ лишь к 128 килобайтам флэш-памяти (размер стандартной VMU). 4x memory card перешла это ограничение разделением 512 килобайт флэш-памяти на 4 банка. Каждый банк имеет 200 блоков. Каждый блок может быть выбран переключением кнопки на левой верхней стороне карты, и один из 4 оранжевых LED диодов будет светиться, чтобы указать на выбранный банк.
Ограниченное издание Phantasy Star Online 4x Memory Card было выпущено в Японии, чтобы совпасть с релизом. Оно было окрашено в голубой цвет и содержало логотип на коробке.
Поскольку карта памяти была выпущена на позднем сроке жизни Dreamcast, релиз в Европе не состоялся, хотя был запланирован. Код устройства: HKT-4100

## Проблемы с совместимостью
| Следующие игры не совместимы с 4x Memory Card: - Hite E: White Illumination - Dynamite Cop (американская и европейская версии) / Dynamite Deka 2 (Японская версия) - Air Force Delta - Maboroshi Oboro - Kitaihei Gold - F1 World Grand Prix - Carrier - Nanatsu No Hikan - Sekai Fushigi Hakken: Trojan - Bikkuriman 2000 - Rayman 2: The Great Escape - Sakura Momoko Gekijyo: Coji-Coji | Следующие игры совместимы, но банки памяти нельзя переключать во время игры: - Sega Rally Championship 2 - Marionette Company - Shenmue (первая часть) - Death Crimson 2 - Zombie Revenge - Maken X - Hello Kitty's Lovely Fruits Pack - Hello Kitty's Garden Panic - Hello Kitty's Magical Block - D2 - Toy Ranger - Get Colonies - Memories Off: Complete - Frame Gride - Undercover A.D. 2025 Kei |

## Эмуляция
Существуют 2 рабочих эмулятора VMU — Visual Memory Simulator и DirectVMS.